# Heteroclinus wilsoni
Heteroclinus wilsoni is een straalvinnige vissensoort uit de familie van beschubde slijmvissen (Clinidae). De wetenschappelijke naam van de soort is voor het eerst geldig gepubliceerd in 1891 door Lucas.